# Eleonora von Mendelssohn
Eleonora Gabriella Marie Josepha von Mendelssohn, 1919–1926 Eleonora Fischer (* 12. Januar 1900 in Berlin; † 24. Januar 1951 in New York City) war eine deutsche Schauspielerin.

## Leben
Eleonora von Mendelssohn war die Tochter des Privatbankiers Robert von Mendelssohn (1857–1917), Teilhaber von Mendelssohn & Co., und dessen Frau, der Konzertpianistin Giulietta, die ihrerseits eine Tochter Michele Gordigianis war. Nach dem Tod Robert von Mendelssohns im Jahr 1917 überließ Giulietta von Mendelssohn ihren beiden Kindern Eleonora und Francesco von Mendelssohn die Familienvilla in Berlin-Grunewald, in der sich auch die Kunstsammlung der Familie befand. Diese wurde von den Geschwistern um einige Werke, etwa von Toulouse-Lautrec ergänzt, doch im Mittelpunkt des Interesses standen für Eleonora und Francesco von Mendelssohn eher Schauspielerei, Literatur und Musik. Eleonora von Mendelssohn führte Korrespondenzen mit Rainer Maria Rilke und Hugo von Hofmannsthal. Auf der Bühne arbeitete sie mit Fritz Kortner, Alexander Moissi, Gustaf Gründgens, Heinrich George und Werner Krauß. Unter ihren Liebhabern waren Max Reinhardt und Arturo Toscanini.
Die morphiumsüchtige und oft unglücklich verliebte Eleonora von Mendelssohn heiratete 1919 den Schweizer Pianisten Edwin Fischer, in zweiter Ehe den ungarischen Rittmeister Imre von Jeszenszky, in dritter Ehe den österreichischen Schauspieler Rudolf Forster und in vierter Ehe den Schauspieler Martin Kosleck.
Nach der Machtübernahme der Nationalsozialisten emigrierten Eleonora und Francesco von Mendelssohn, obwohl sie getauft waren und zunächst keine Repressalien zu befürchten hatten. Eleonora von Mendelssohn zog auf Schloss Kammer am Attersee, – im August 1925 wurde das Schloss hälftig von ihr und ihrem späteren Ehemann Emmerich von Jeszenszky erworben, der nach der Scheidung 1936 alleiniger Besitzer wurde. 1934 trat Eleonora von Mendelssohn unter Max Reinhardt eine Europatournee an. Um diese zu finanzieren, verkaufte sie El Grecos Laocoon. Im Herbst 1935 wanderte sie zusammen mit ihrem Bruder in die USA aus. Eleonora von Mendelssohn versuchte am Broadway ihre Karriere fortzusetzen und arbeitete außerdem als Sprecherin für die deutschsprachigen Nachrichtensendungen des Office of War Information, Francesco von Mendelssohn wurde Regieassistent bei Max Reinhardt. Beide unterstützten andere Emigranten, die in finanzielle Not geraten waren.
Eleonora von Mendelssohn hatte einen Teil ihrer Kunstwerke und Möbel als Umzugsgut nach Österreich ausführen können. Auf diese Weise konnten Werke von Corot, Manet und Monet gerettet werden. Ein Selbstporträt von Rembrandt und ein Bildnis der Hendrikje Stoffels hatte sie nach Basel transportiert; in Berlin waren nur vom Großvater gemalte Kopien zurückgeblieben. Die echten Gemälde verwahrte der Basler Kunsthändler Christoph Bernoulli, bis ein Vetter der Geschwister, Robert von Mendelssohn, aus Angst vor der Entdeckung des Betrugs darauf bestand, dass sie nach Deutschland zurückgebracht und in der Mendelssohnbank deponiert wurden. Diese wurde 1938 „arisiert“. 1940 wurden die Bilder auf Veranlassung Alfred Hentzens in der Preußischen Staatsbank untergebracht, um einen Verkauf ins Ausland unmöglich zu machen. Aldo Cima, der Vermögensverwalter Giulietta von Mendelssohns, ließ zahlreiche Werke der Mendelssohnschen Sammlung durch den Wiener Kunsthändler Otto Schatzker verkaufen, darunter Degas’ Harlekin und Columbine, zwei Baumlandschaften von Corot, L’Inconnue von Manet und Une Allée du Jardin de Monet, Giverny von Monet sowie die beiden damals noch Rembrandt zugeschriebenen Gemälde. Schatzker bot diese beiden Werke zeitgleich dem Kunsthistorischen Museum Wien und Hans Posse an, der für das Führermuseum in Linz einkaufte. Zunächst erwarb das Kunsthistorische Museum Wien beide Gemälde, dann jedoch griff Baldur von Schirach ein und sicherte die Hendrikje Stoffels zu einem Preis von 900 000 Reichsmark dem Linzer Projekt.
Unterdessen sah sich Eleonora von Mendelssohn in den USA gezwungen, Kunstwerke aus ihrer Sammlung zu verkaufen, um ihren Lebensunterhalt und die Behandlung ihres seit 1937 alkoholkranken Bruders bestreiten zu können. So veräußerte sie 1939 Vincent van Goghs Schwertlilien, 1941 eine Pissarro-Landschaft, 1942 ein Gemälde von Alfred Sisley und nach dem Zweiten Weltkrieg den Hafen von Bordeaux von Manet.
1946 reiste sie nach Europa und traf sich mit Aldo Cima, um Strategien für die Rückgewinnung der Bildersammlung zu entwickeln. Cima riet ihr, die Museumsdirektoren zu bestechen, ihr Anwalt jedoch hielt von diesem Vorschlag nichts und plädierte dafür, entweder auf dem juristischen Wege oder per Rückkauf wieder in den Besitz der Bilder zu kommen. Als Problem für den Anwalt Karl Trauttmannsdorff, den sie 1948 beauftragte, die Rückerstattung der Bilder zu erwirken, erwies sich jedoch die Tatsache, dass Giulietta von Mendelssohn selbst nicht jüdischer Abstammung war und die Gemälde nicht unter Zwang verkauft zu haben schien. Im Central Collecting Point in München, in dem die Hendrikje Stoffels aufgetaucht war, behauptete Eduard Hanfstaengl gar, Giulietta von Mendelssohn sei eine begeisterte Anhängerin des Nationalsozialismus gewesen.
1950 absolvierte sie ihren einzigen Filmauftritt in einer Nebenrolle in Blutrache in New York an der Seite von Gene Kelly.
Im Januar 1951 wurde Francesco von Mendelssohn nach einer Schlägerei verhaftet und erlitt danach einen Schlaganfall. Eleonora von Mendelssohns vierter Ehemann stürzte sich zur gleichen Zeit in einer Liebeskrise aus dem Fenster und erlitt eine Wirbelsäulenverletzung. Während die beiden Männer im Hospital lagen, wurde Eleonora von Mendelssohn am 24. Januar 1951 tot in ihrer Unterkunft aufgefunden. Sie hatte einen äthergetränkten Gazelappen auf dem Mund, darüber lagen ein Handtuch und eine Badematte. Neben der Toten fand man ein Röhrchen Schlaftabletten und ein halbleeres Ätherfläschchen, auf ihrem Nachttisch mehrere Spritzen. Bei einer Obduktion wurden keine Anzeichen für Fremdverschulden gefunden, dennoch hielten sich Gerüchte, dass Eleonora von Mendelssohn ermordet worden war.
Nach Eleonora von Mendelssohns Tod bemühten sich ihre Testamentsvollstreckerin Lillian D. Rock und ihr Bruder weiter um die Restituierung der Kunstwerke. Man versuchte nun nachzuweisen, dass Giulietta von Mendelssohn ihren Kindern die Kunstsammlung am 31. Dezember 1932 geschenkt hatte. Selbst Albert Einstein setzte sich für die Rückgabe der Gemälde ein, doch der Antrag wurde 1953 in Deutschland abgelehnt und Lillian D. Rock wurde danach nicht mehr aktiv. Francesco von Mendelssohn war nicht mehr in der Lage, sich um die Angelegenheit zu kümmern. Er lebte zunächst in einer psychiatrischen Klinik, in der möglicherweise eine Lobotomie an ihm vorgenommen wurde, und später bei Lilly Wittels, der Witwe des Psychiaters Fritz Wittels. Als 1964 vor der Rückstellungskommission in Wien der Fall der Bilder aus der Mendelssohn-Sammlung verhandelt wurde, erschien kein Vertreter Francesco von Mendelssohns. Erben von Eleonora und Francesco von Mendelssohn versuchten zu Beginn des 21. Jahrhunderts erneut den Nachweis zu führen, dass Giulietta von Mendelssohn die Bilder verfolgungsbedingt hergeben musste.